# Vangfucsing katedrális
A Vangfucsing katedrális (王府井天主堂),  vagy Szent József Vangfucsing katedrálisa, vagy a helyiek által Dongtang-nak nevezett katedrális (东堂, keleti katedrális) egy történelmi katolikus katedrális Peking belvárosában, Vangfucsing közelében.
1653-ban alapította a jezsuita Lodovico Buglio az akkor még kis templomot. Később több földrengés és háború pusztította a templomot. 1904-ben építették katedrálissá neoromán építészeti stílusban, erős oszlopokkal és egy nagy, két kisebb kriptával. A helyreállítás után 1980-ban nyitották meg.

## Galéria

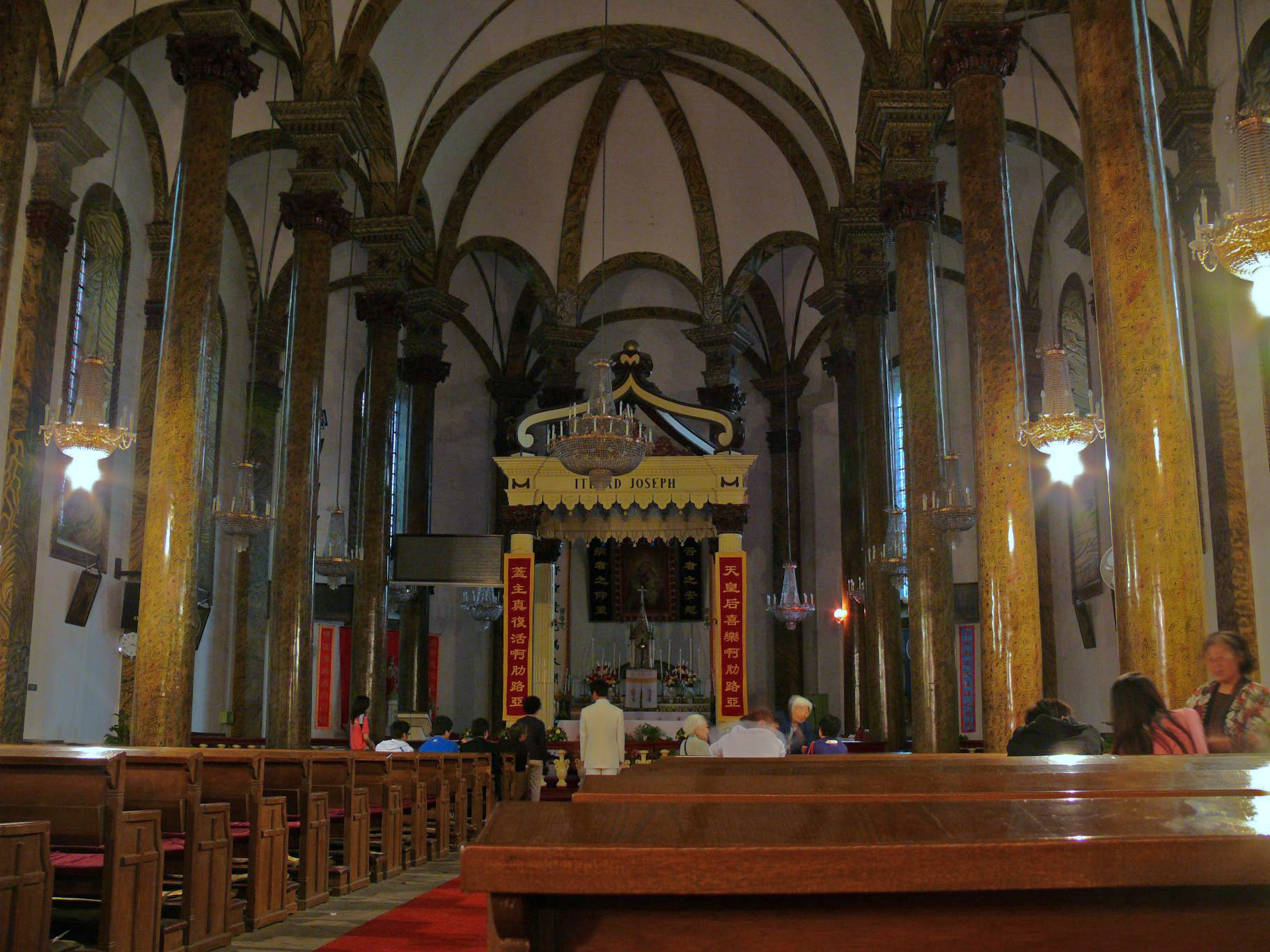
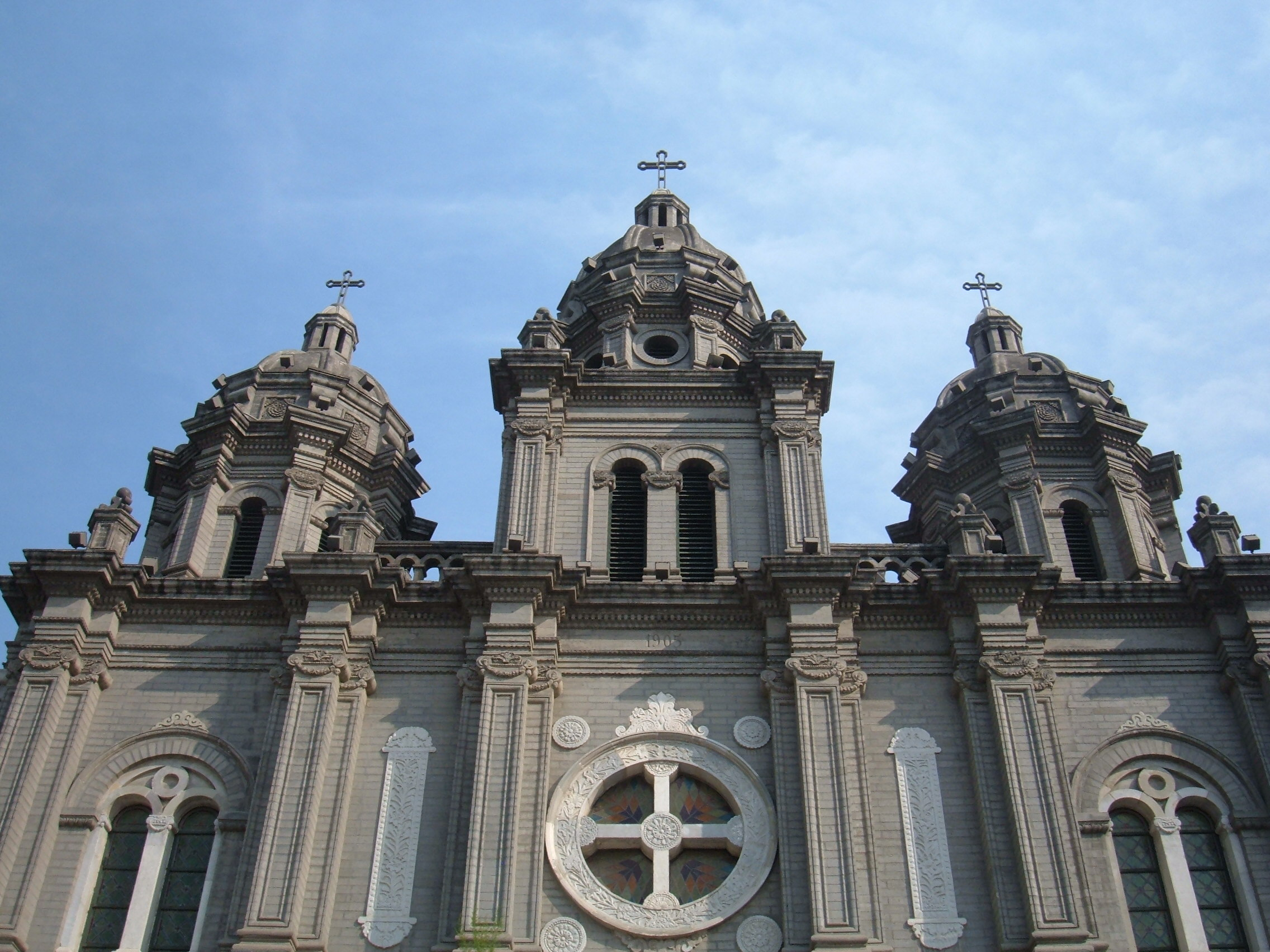
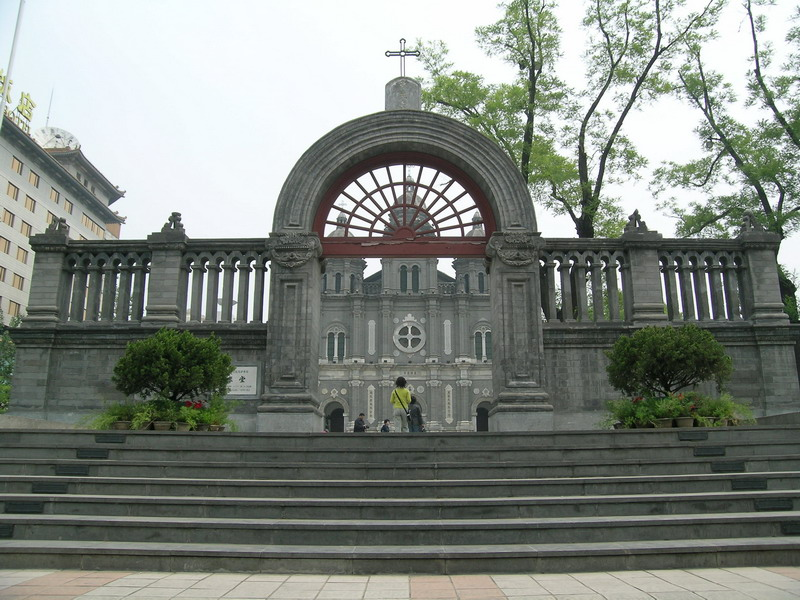